# سیلویا استروئسکو
سیلویا استروئسکو (به رومانیایی: Silvia Stroescu) زادهٔ ۸ مهٔ ۱۹۸۵ ژیمناست اهل رومانی است.